# کلاینر پرکینز
کلاینر پرکینز (انگلیسی: Kleiner Perkins) شرکت سرمایه‌گذاری آمریکایی است، که در سال ۱۹۷۲ توسط یوجین کلاینر و توماس پرکینز تأسیس شد‌